# کندوانگولندیا
کندوانگولندیا (به پرتغالی: Candangolândia) یک منطقهٔ مسکونی در برزیل است که در ناحیه فدرال (برزیل) واقع شده‌است. کندوانگولندیا ۱۶٫۱۹۶ نفر جمعیت دارد.